# Rozvojový fond OSN pro ženy
Rozvojový fond OSN pro ženy (United Nations Development Fund for Women, UNIFEM) byl samostatnou organizací, která úzce spolupracovala s Rozvojovým programem OSN. Poskytoval finanční a technickou pomoc inovativním programům a strategiím, které byly zaměřeny na podporu ženských práv, účast žen na politickém životě a jejich ekonomické zabezpečení.
UNIFEM byl založen původně jako Dobrovolný fond pro Mezinárodní desetiletí žen v Mezinárodním roce žen v prosinci 1976. Od svého vzniku podporoval posilování postavení žen a rovnost pohlaví prostřednictvím svých programů a vazeb na ženské organizace v hlavních světových regionech. V roce 1996 začal fond pracovat na projektech zohledňujících rovnost žen a mužů v jižní a později východní Africe, jihovýchodní Asii, jižní Asii, střední Americe a andském regionu. V rámci systému OSN usiloval o zvýšení informovanosti o projektech zohledňujících genderovou rovnost jako o nástroji k posílení správy ekonomických záležitostí ve všech zemích. V roce 2010 se UNIFEM sloučil s několika dalšími menšími subjekty a vznikla z něj organizace UN Women.

## Historie
Ke vzniku UNIFEM přispěla první světová konference o ženách v roce 1975. Světové vlády po této konferenci rozpoznaly potřebu zaměřit se na řešení ženských otázek. Dobrovolný fond OSN pro Mezinárodní desetiletí žen (United Nations Voluntary Fund for the Decade for Women, UNVFDW) byl založen Valným shromážděním OSN v prosinci 1976. Vedoucí této organizace se stala v roce 1978 Margaret Snyder.
V roce 1985 se mandát UNVFDW rozšířil na Rozvojový fond OSN pro ženy (UNIFEM). UNIFEM byl financován z rozpočtu tvořeného dobrovolnými příspěvky. Organizace sídlila v New Yorku. Jednotlivé země a regiony měly v rámci fondu své vlastní výbory. Podle kanadského politika Stephena Lewise patřil UNIFEM k menším agenturám OSN a v hierarchii OSN se nacházel na nížších místech.
UNIFEM byl samostatnou organizací, která úzce spolupracovala s Rozvojovým programem OSN (United Nations Development Programme, UNDP), nicméně ve své rezoluci také stanovil, že prostředky fondu mají doplňovat, nikoliv nahrazovat povinnosti ostatních agentur OSN pro rozvojovou spolupráci. UNIFEM pomáhal financovat projekty, které podporovaly ženy a jejich rodiny. Fond vyvinul strategii pomoci ženám, aby se staly „místo pouhých příjemců charity vlastními hybateli změn“. V rámci systému OSN hrál Rozvojový fond pro ženy vedoucí úlohu při zajišťování koordinace a začleňování genderových politik a dodržování Úmluvy o odstranění všech forem diskriminace žen (Convention on the Elimination of All Forms of Discrimination against Women, CEDAW), podílel se také na uznání ženských práv jako lidských práv a zasazoval se o genderovou rovnost na celém světě.

### Osmdesátá léta 20. století
V únoru 1985 Valné shromáždění OSN rozšířilo mandát UNVFDW na Rozvojový fond OSN pro ženy (UNIFEM).V rezoluci 39/125 byl nový fond vyzván, aby podporoval a prosazoval inovativní aktivity na podporu žen v rozvojovém světě. V letech 1985-1988 se objem finančních prostředků na projekty UNIFEM zdvojnásobil.

### Devadesátá léta 20. století
V devadesátých letech UNIFEM rozšiřoval své působnosti. Organizace zahájila kampaň za ‚ženská práva jako lidská práva‘, upozorňovala na to, že násilí na ženách je také problémem ekonomického rozvoje a začala pracovat na projektech, jejichž cílem bylo omezit genderově podmíněné násilí a také zvýšit povědomí o tomto problému.
V této době také UNIFEM vytvořil organizaci Africké ženy v krizi (African Women in Crisis, AFWIC), která se zaměřovala na problémy lidí v Africe. AFWIC pomáhala ženám, které byly vysídleny v důsledku násilí nebo mimořádných událostí ve svých zemích. AFWIC navázala na práci, kterou započala Laketch Dirasse ve východní Africe.
Práce UNIFEM pomohla utvářet otázky, které se řešily na čtvrté světové konferenci o ženách v roce 1995. Ženy na konferenci rozhodly, že je důležité, aby se „domáhaly formální moci přímo utvářet veřejnou politiku“.
UNIFEM vytvořil svěřenecký fond, který měl pomoci podpořit dvacet tři projektů zaměřených na boj proti genderově podmíněnému násilí a válečným zločinům páchaným na ženách a který začal financovat projekty v roce 1997.

### První dekáda 21. století
UNIFEM získal v roce 2000 od UNDP status „výkonné agentury“, což mu umožnilo pracovat na projektech UNDP, které se týkaly práv žen a rovnosti pohlaví.
V roce 2001 UNIFEM vydal novou dvouletou zprávu Pokrok žen ve světě, která popisovala, čeho fond dosáhl v předchozích desetiletích. V roce 2001 UNIFEM společně s organizací International Alert vyhlásil Mírovou cenu tisíciletí pro ženy.
Ředitelka UNIFEM Noeleen Heyzer požádala o vytvoření mezinárodní komise pro násilí na ženách. Dne 26. ledna 2006 UNIFEM jmenoval Nicole Kidman svou velvyslankyní dobré vůle. Poslední výkonnou ředitelkou UNIFEM byla Inés Alberdi.
Na základě rozhodnutí Valného shromáždění OSN vznikl v roce 2010 jako součást reforem OSN specializovaný orgán pro genderovou rovnost a posílení postavení žen, organizace UN Women. Organizace vznikla sloučením následujících dříve oddělených částí OSN, které se zabývaly genderovou rovností a posílením postavení žen:
- Rozvojový fond OSN pro ženy (UNIFEM)
- Mezinárodní výzkumný a vzdělávací ústav pro podporu žen (International Research and Training Institute for the Advancement of Women, INSTRAW)
- Úřad zvláštního poradce pro genderové otázky (Office of the Special Adviser on Gender Issues, OSAGI)
- Oddělení pro podporu žen (Division for the Advancement of Women, DAW)

## Programové cíle
Strategie fondu se zaměřovala na dosažení tří hlavních výsledků: 
- nové dohody a posílení spolupráce s fondy, programy a agenturami OSN při plnění závazků v oblasti gendrové rovnosti
- posílení podpory systému rezidentních koordinátorů OSN ve prospěch zlepšení postavení a práv žen
- větší zviditelnění inovací v oblasti gendrové rovnosti na mezivládní úrovni

UNIFEM podporoval silnější ženské organizace, aby jim umožnil jednat vlastním jménem s jejich vládami a mezinárodními agenturami, a pomáhal vládám plnit závazky v oblasti posílení postavení žen a rovnosti žen a mužů. Také podporoval systém OSN při prosazování toho, aby byly otázky gendrové rovnosti začleněny do všech politik, programů a činností. UNIFEM se zaměřoval na práci na úrovni jednotlivých zemí v rámci systému rezidentních koordinátorů OSN. Fond byl silným obhájcem ženských práv a zaměřoval se na podporu mnohostranného politického dialogu o posílení postavení žen. 

## Činnost
Práce UNIFEM se řídila několika základními strategiemi. Patří mezi ně posilování kapacit a vedení ženských organizací a sítí, získávání politické a finanční podpory pro ženy od široké škály zúčastněných stran, navazování nových partnerství mezi ženskými organizacemi, vládami, systémem OSN a soukromým sektorem, realizace pilotních projektů k testování inovativních přístupů k posilování postavení žen a začleňování genderové problematiky a budování znalostí o účinných strategiích pro zavádění hlavního proudu rozvoje. UNIFEM prosazoval posílení rovnosti žen a mužů v operačních agenturách OSN.
Finanční a technická pomoc se soustředila na tří klíčové oblasti:
- snižování chudoby žen, posílení ekonomického zabezpečení, práva žen a postavení žen, aby měly zajištěné živobytí
- prosazování ženských lidských práv a ukončení všech forem násilí na ženách (včetně zastavení šíření HIV/AIDS mezi ženami a dívkami)
- podpora správy věcí veřejných a budování míru s cílem zvýšit účast žen na rozhodovacích procesech, které ovlivňují jejich životy, dosažení rovnosti žen a mužů v demokratickém řízení společnosti v době války a míru

Organizace působila na ženy po celém světě prostřednictvím sítě regionálních kanceláří a národních výborů. Poskytovala také publikace, včetně výroční zprávy, která dokumentuje programy a činnosti realizované na podporu posílení postavení žen a rovnosti pohlaví, a zprávy poskytující údaje o programech realizovaných na snížení násilí páchaného na ženách.